# Albuquerque Veterans Administration Medical Center
L'Albuquerque Veterans Administration Medical Center est un hôpital américain à Albuquerque, dans le comté de Bernalillo, au Nouveau-Mexique. Construit à compter de 1932 dans le style Pueblo Revival, il est inscrit au Registre national des lieux historiques depuis le 19 août 1983.